# 逆賭徒謬誤
逆賭徒謬誤（inverse gambler's fallacy）為一種機率謬誤，主張機率低的事情發生，一定是已經做了很多次。

## 示例
- 小華看小明擲出二個骰子，出現兩面六點，由於擲二個骰子同時出現兩面六點的機率{\displaystyle Probability={\frac {1}{6}}\times {\frac {1}{6}}={\frac {1}{36}}}。於是小華認定小明一定擲了至少{\displaystyle 36}次骰子。